# Parc national des îles Chantar
Le parc national des îles Chantar (en russe : Шантарские острова (национальный парк)) couvre à la fois l'environnement terrestre et maritime des îles Chantar, un groupe de 15 îles actuellement inhabitées se trouvant près de la côte du kraï de Khabarovsk, en mer d'Okhotsk, dans l'Extrême-Orient russe. La plupart des îles sont modérément montagneuses, avec des falaises abruptes ; le point le plus élevé culmine à 720 m. Située dans la partie la plus calme de la baie, dans la mer d'Okhotsk, la zone autour des îles est l'habitat de nombreux mammifères marins, dont l'otarie de Steller, des phoques, et de nombreuses espèces de cétacés (baleine grise, baleine boréale, petit rorqual, béluga et épaulard) - ainsi que du saumon et de très importantes colonies d'oiseaux. Le parc était autrefois une réserve naturelle d'État (créée en 1999), mais ré-établie par la loi fédérale en parc national en 2013. L'objectif déclaré était de protéger l'habitat des espèces vulnérables (et en particulier contre le braconnage) et de soutenir la recherche scientifique et le tourisme écologique dans la région. Les îles Chantar sont situées dans le raïon Tougouro-Tchoumikanski, au sein du kraï de Khabarovsk. Le parc est géré par le ministère russe des Ressources naturelles.

## Topographie
Les îles Chantar se trouvent sur la côte orientale du golfe d'Ouda ; jusqu'à il y a 9 000-10 000 ans, elles étaient reliées au continent, ce qui explique pourquoi l'écosystème des îles ne contient pas d'espèces endémiques. Des 15 îles et des nombreux rochers qui s'élèvent au-dessus de la surface, deux représentent près de 75 % de la superficie terrestre du parc : l'île Bolchoï Chantar ou Grande Chantar (1 766 ha), et l'île Feklistova (372 ha), à environ 20 km à l'ouest de Grande Chantar. Les marées atteignent 5 à 8 mètres, et les courants marins autour des îles sont très forts. Le brouillard est fréquent.

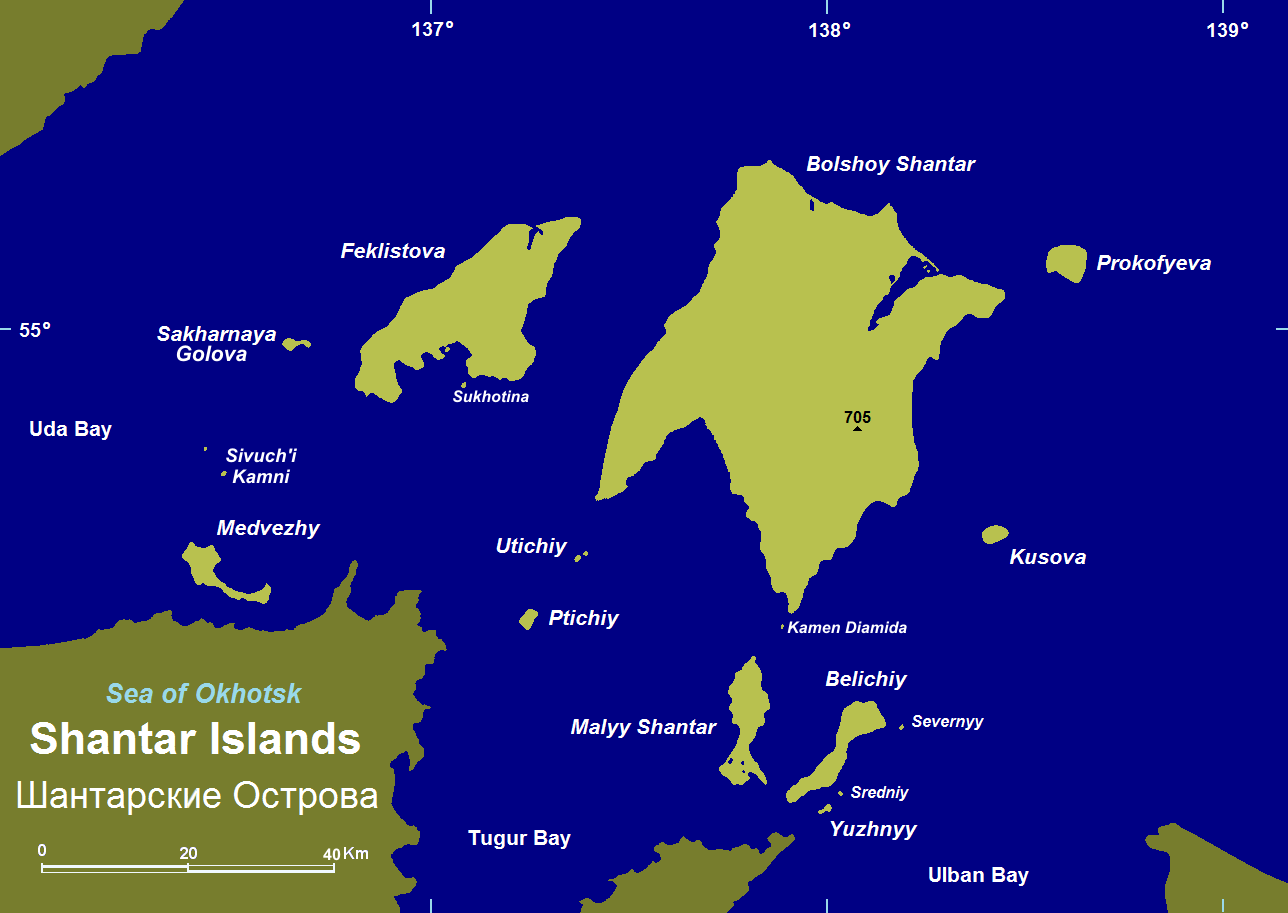
Les îles Chantar à l'est du golfe d'Ouda. Les limites du parc sont délimitées par la couleur verte des îles, plus la zone maritime des 5 km alentour.

## Climat et écorégion
Grande Chantar (2014)
Le climat des îles Chantar est plus sévère que celui de la mer d'Okhotsk, en général. La vigueur des vents du nord-est poussent les glaces dans la côte autour de Chantar, laissant seulement 2 à 3 mois par an d'eau libre de glace.
Le climat officiel est de type climat subarctique (classification climatique de Köppen Dwc), avec des hivers longs et froids et des courts étés frais.

## Les plantes
Les plus grandes îles sont couvertes de sombres forêts de conifères, principalement d'épinettes de Sibérie, de mélèzes, de cèdres et de bouleaux. Il n'y a pas d'espèces de plantes endémiques sur les îles.

## Les animaux
Les règles du parc permettent de protéger l'environnement maritime, avec interdiction de la pêche dans la zone des 1 à 3 milles de la côte, afin de couvrir des zones de frai du saumon. Les mammifères terrestres comprennent l'ours brun, le caribou, le renard, la martre, la loutre de rivière et le phoque annelé. Plus de 240 espèces d'oiseaux vivent dans les îles ou y migrent, y compris les espèces menacées comme le Grand-duc de Blakiston, et l'aigle de mer de Steller.

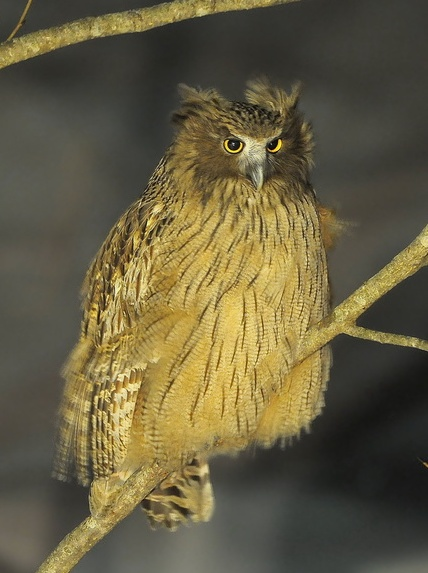
Grand-duc de Blakiston, la plus grande espèce de hibou
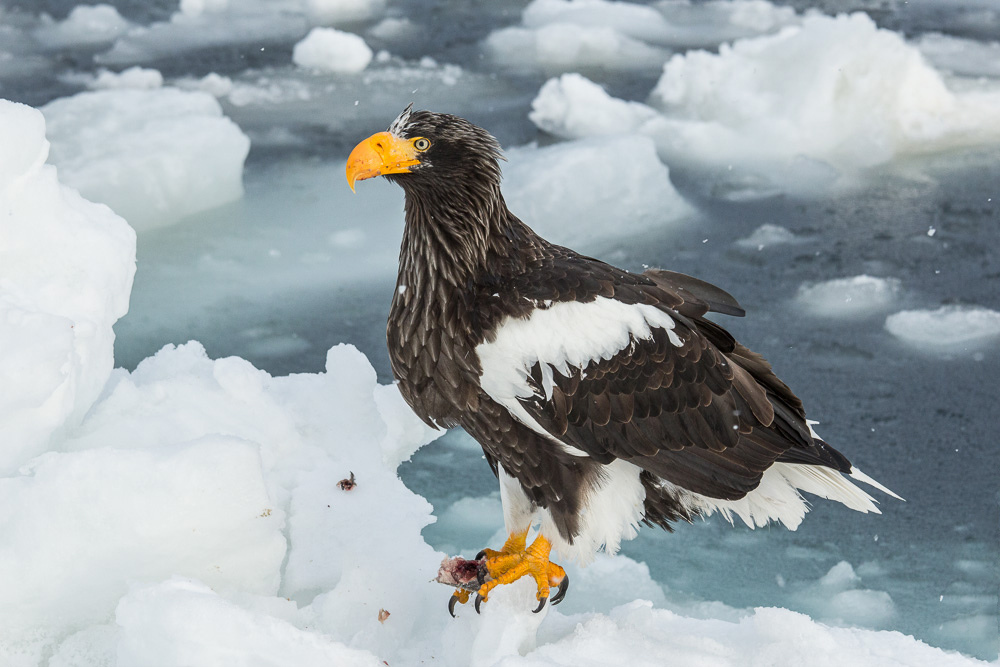
Aigle de mer de Steller, ou pygargue de Steller
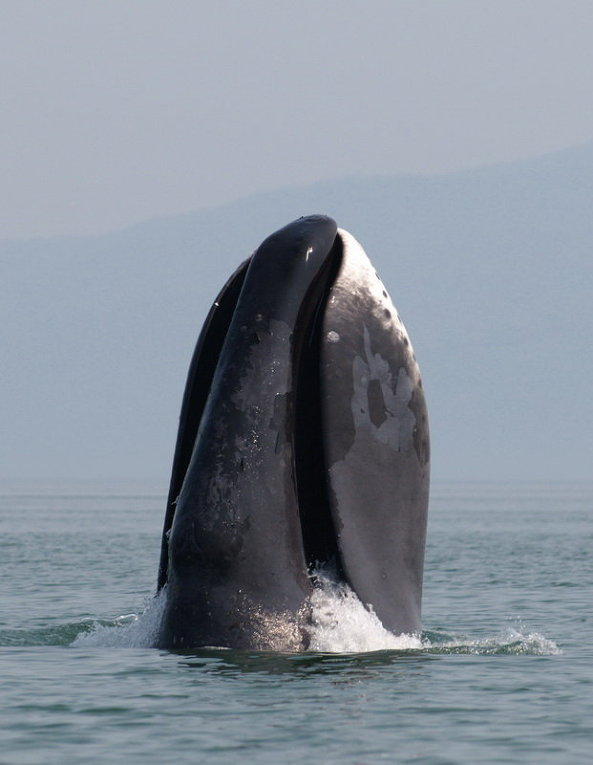
Baleine boréale
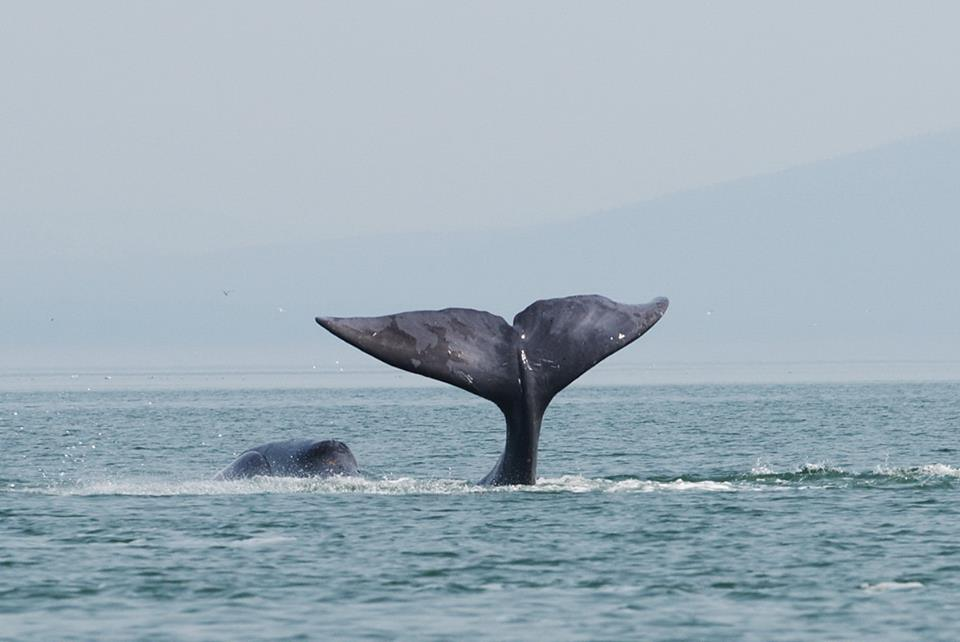
Queue de baleine boréale

## L'histoire
Les îles ont une longue histoire de visites par les humains, qui les ont utilisées comme base pour la fourrure, la pêche et la chasse. Les baleiniers américains chassaient les baleines boréales autour des îles entre 1852 et 1907,,. L'abattage des baleines a eu lieu dans le passé, car les îles font partie d'une région avec un potentiel halieutique important, tout en ayant des réserves minérales, cela exerçant une pression importante sur le site pour une utilisation économique. Les îles ont été protégées comme réserve naturelle d'État en 1999, et à l'exception de la station météorologique et d'occasionnels camps scientifiques, elles sont maintenant inhabitées. En 2017, d'autres protections ont accepté de diviser la zone en plusieurs zones, et l'interdiction totale de toutes les activités économiques a été prise dans certaines zones.

## Tourisme
Le parc est toujours en cours d'établissement, avec des règles, des infrastructures et des balisages en cours d'élaboration. L'écotourisme, l'éducation, et l'étude scientifique sont privilégiés dans les plans pour le territoire. Il y a des agences touristiques faisant découvrir le parc.

## Cartes

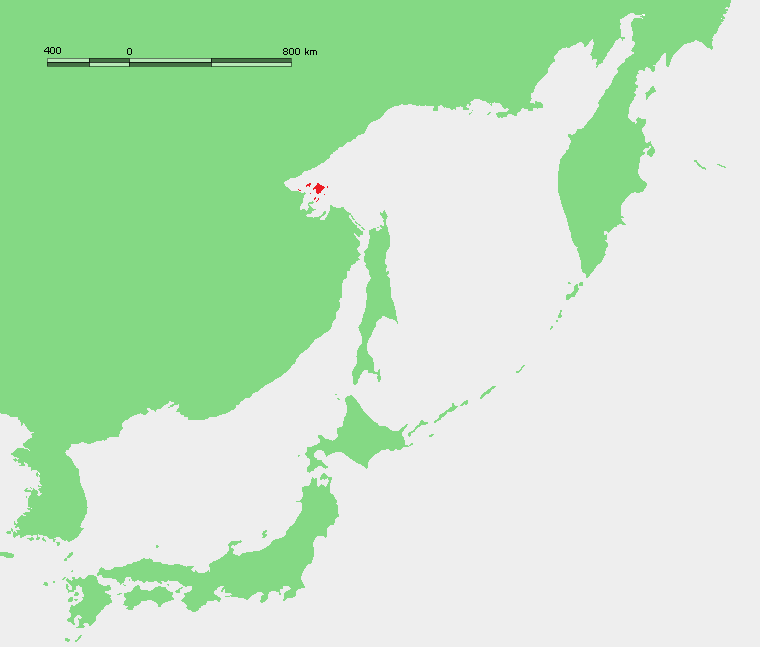
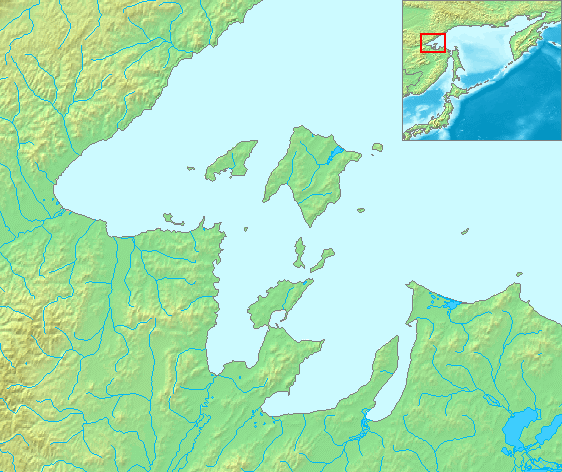
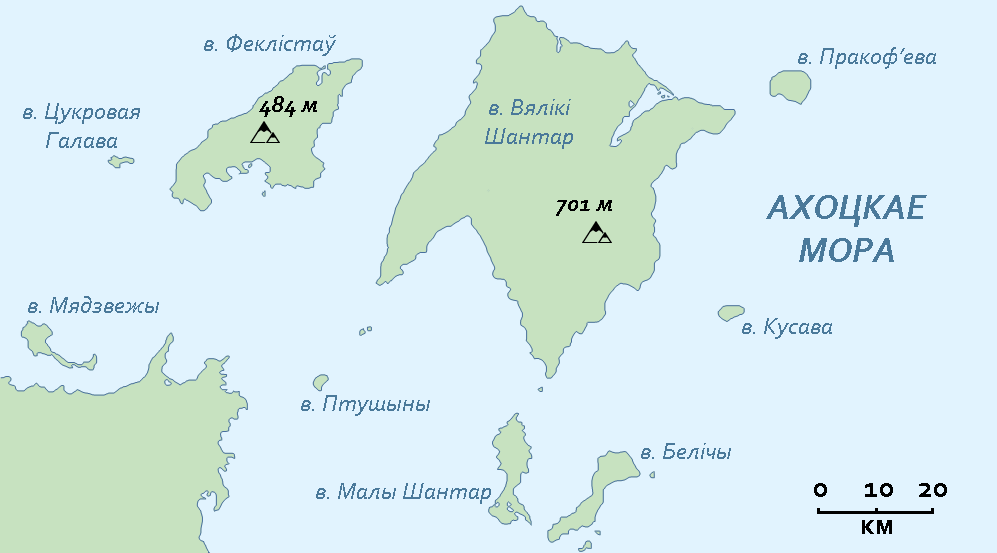
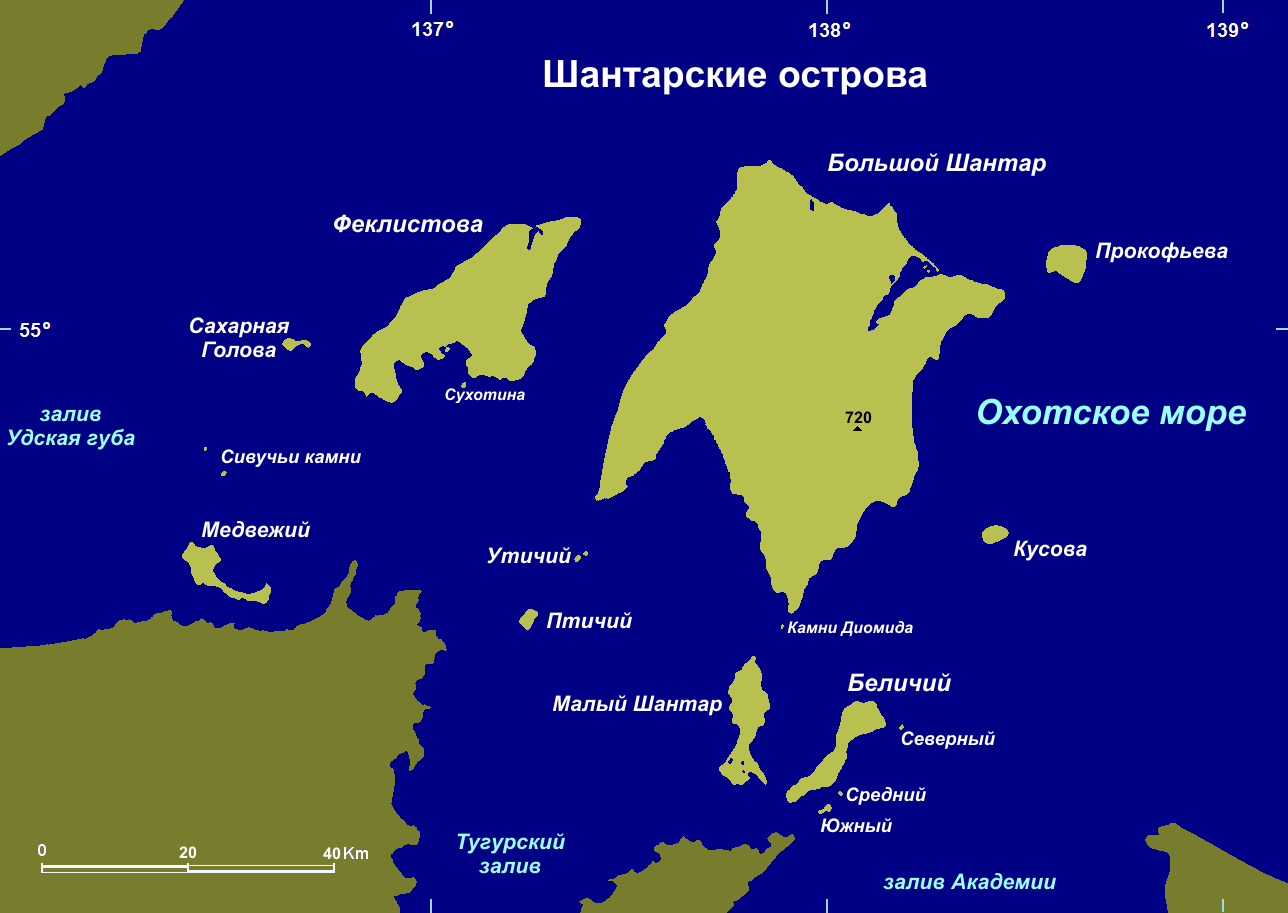